# Martin Vogel (Volleyballspieler)
Martin Vogel (* 8. März 1972 in São Paulo, Brasilien) ist ein deutscher Volleyballspieler.

## Leben und Karriere
Bedingt durch den Beruf seines Vaters ist Martin Vogel in Sao Paulo in Brasilien geboren. Aufgewachsen ist er in Beuren in Baden-Württemberg, heute wohnt er im Esslinger Stadtteil Sulzgries. Er unterrichtet als Lehrer für Englisch, Geografie und Geografie am Georgii-Gymnasium Esslingen. Martin Vogel kam erst als A-Jugendlicher zum Volleyball, davor war er Geräteturner und spielte Tennis. Am 8. Juni 1993 trat ein Ereignis ein, das sein Leben drastisch veränderte. Vogel leistete seinen Zivildienst in der Nürtinger Psychiatrie ab. Dabei wurde er zufällig von einem Amokläufer, der seine Frau umbringen wollte, angeschossen. Eine Wirbelsäulenverletzung, die die Funktion des rechten Beins erheblich einschränkt, war das Ergebnis. Mit eisernem Willen spielte er weiter aktiv Volleyball bei seinem Heimatverein TG Nürtingen, seit 2006 ist er dort Spielertrainer.   
Ebenfalls 2006 wurde Vogel Mitglied der Standvolleyball-Nationalmannschaft der Behinderten. Gleich beim ersten Turnier, bei dem er mitspielte, wurde die Mannschaft in Roermond in den Niederlanden Vize-Weltmeister, 2008 folgte der Gewinn der Weltmeisterschaft in der Slowakei. 2007, 2009 und 2011 holte Martin Vogel mit dem deutschen Team den Weltcup. 2011 wurde Standvolleyball aus dem internationalen Programm gestrichen und ein Großteil der Mannschaft mit Bundestrainer Athanasios Papageorgiou wechselte 2014 zum Beachvolleyball-Nationalteam der Behinderten. Vogel spielt seit 2011 ebenfalls Beachvolleyball. Außerdem gehört er seit 2013 zum Kader der Sitzvolleyball-Nationalmannschaft. 2014 wurde er mit Deutschland WM-Sechster und 2015 Vize-Europameister. Dieser Erfolg berechtigte zur Teilnahme an den Paralympischen Spielen 2016 in Rio de Janeiro. Die deutschen Sitzvolleyballer beendeten das olympische Turnier auf dem sechsten Platz. Es folgten ein fünfter Platz bei der EM 2017, ein zehnter Platz bei der WM 2018 und ein dritter Platz bei der EM 2019. Bei den Paralympischen Spielen 2020 in Tokio erreichte Vogel mit seinem Team wie bereits in Rio de Janeiro den sechsten Rang. Bei der anschließenden EM 2021 konnte der dritte Platz, bei der WM 2022 der fünfte Platz erreicht werden. Bei der EM 2023 gelang der Gewinn der Silbermedaille.

## Persönliche Auszeichnungen
- Auszeichnung „Bester Spieler des Turniers“ bei der Standvolleyball-Weltmeisterschaft 2006 in Roermond, Niederlande
- Auszeichnung „Bester Annahmespieler“ beim Standvolleyball-Weltcup 2007 in Phnom Penh, Kambodscha
- Auszeichnung „Bester Blocker“ beim Standvolleyball-Weltcup 2009 in Phnom Penh, Kambodscha